# Wade Hunt Williams
Wade Hunt Williams ist ein US-amerikanischer Schauspieler und Musiker.

## Leben
Williams machte seine ersten Schritte als Schauspieler auf Bühnen in Tennessee. Er spielte im Theater Memphis unter anderen in den Stücken On Golden Pond, Christmas Carol und The King and I mit. Zu Beginn des 21. Jahrhunderts begann er erste Episodenrollen und Nebenrollen zu übernehmen. 2020 übernahm er neben Schauspieler Benjamin Staley eine der Hauptrollen im Kurzfilm Wayward: The Road Ahead. 2021 war er im Low-Budget-Film Jungle Run – Das Geheimnis des Dschungelgottes in der Rolle des Lebecq, einem Überlebenskünstler und Pfadfinder zu sehen. Er wird in der HBO-Produktion Burden of Proof eine der Hauptrollen übernehmen.

## Filmografie (Auswahl)
- 2001: Power Rangers Time Force (Fernsehserie, Episode 1x22)
- 2002: Killer Cop
- 2007: The Bros.
- 2013: Child of God
- 2013: The Investigator
- 2013: Zombie Clean-Up (Fernsehserie, 2 Episoden)
- 2014: Targets (Kurzfilm)
- 2014: Unbridled Chaos (Kurzfilm)
- 2014: Dead of Night (Fernsehserie, Episode 2x08)
- 2014: God Where Are You?
- 2015: Medium Justice (Kurzfilm)
- 2015: An Encounter with the Messiah
- 2015: Room 236
- 2017: A Prayer (Kurzfilm)
- 2018: Paying Mr. McGetty
- 2018: MMA: Never Surrender (Kurzfilm)
- 2019: Finding Hope (Kurzfilm)
- 2019: Celebrity Crush
- 2019: You Don't Have to Save the World (Kurzfilm)
- 2019: Data File (Kurzfilm)
- 2020: King's Gambit
- 2020: Wayward: The Road Ahead (Kurzfilm)
- 2021: Jungle Run – Das Geheimnis des Dschungelgottes (Jungle Run)
- 2021: Mind Games
- 2021: The Wild Man: Skunk Ape
- 2023: Methgator

## Theater (Auswahl)
- On Golden Pond (Theater Memphis)
- Christmas Carol (Theater Memphis)
- The King and I (Theater Memphis)